# Banamè
Banamè ist ein Arrondissement im Departement Zou im westafrikanischen Staat Benin. Es ist eine Verwaltungseinheit, die der Gerichtsbarkeit der Kommune Zagnanado untersteht.

## Demografie und Verwaltung
Gemäß der Volkszählung 2013 des beninischen Statistikamtes INSAE hatte das Arrondissement 17.668 Einwohner, davon waren 8708 männlich und 8960 weiblich.
Von den 43 Dörfern und Quartieren der Kommune Zagnanado entfallen neun auf Banamè:
1. Agbladoho
2. Akohagon
3. Assiangbomè
4. Gbatèzounmè
5. Gbonou
6. Massagbo
7. N’Dokpo
8. Sowé
9. Zingon